# 釜山行
是2016年上映的韓國災難電影，由延尚昊執導。電影主演包括孔劉、鄭有美、馬東石、金秀安、崔宇植、安昭熙以及金義聖；也是孔劉和鄭有美自從2011年電影《熔爐》後再次合作。電影於2016年5月13日在戛纳电影节舉行首映，並於同年7月20日在韓國上映。
本片上映後大獲好評，在影评网站爛番茄上獲得94%的新鮮度。本片是韓國電影史上首部關於喪屍題材的電影，背景位於一輛開往釜山的高速列車上，圍繞著一群乘客開始在喪屍襲擊中生存的故事，而故事裏同時也包括一系列探討人性方面等問題。

## 劇情
在韓國首爾，證券公司經理徐碩宇離婚後疏於照顧女兒秀安，在秀安生日當天應其要求帶她去釜山探母，搭乘首爾往釜山的KTX高鐵列車前往。但一種神秘病毒開始擴散蔓延至全國，感染者全數轉變成嗜血喪屍，再透過咬人傳播給更多市民。政府以為這是某種暴動示威，派軍隊阻止卻使感染人數暴增。一名被喪屍咬傷腿的女子逃入碩宇和秀安搭乘的列車上避難，隨後變成喪屍開始襲擊乘務員與其他乘客。碩宇和秀安以及大部分乘客逃到後節車廂後立即關上門，差點將一個跑在最後的孕婦成景和她的丈夫尹尚華關在門外。夫妻倆拉開門進去後，成景用報紙蓋住玻璃門才制止外面的喪屍。
隨著倖存乘客集體打電話查看家人安危，碩宇同時也接到家中臨近屍變的母親最後來電，而韓國總理在電視上呼籲大眾儘量留在室內等待救援。由於路過的天安牙山站淪陷，列車一路開到大田站，所有乘客跟隨指令下車尋找軍方救援，一名躲在車上許久的遊民也開始尾隨他們。由於碩宇在車站裡有聯絡熟人，打算丟下其他人帶女兒走捷徑，然而因秀安不滿父親「光顧著自己」而決定留下來。其他乘客下樓後才發現該地同樣淪陷，一大群變成喪屍的軍人開始追逐他們，所有人立刻回頭跑回車上。成景帶著秀安及老婦人尹吉躲入後方車廂，隨後前來的遊民也跟著躲進去。列車開始離站時，碩宇、尚華與三名高中棒球隊員為了堵住喪屍而落後，當兩名棒球隊員逃往列車時同樣被咬感染後，碩宇和尚華帶著倖存的隊員閔英國，於列車離站一刻趕上九號車廂。
英國聯繫與其他乘客在一起的同學珍熙，得知她們聚集在前方車廂裡。為了先拯救被困在前方車廂廁所中的成景四人，尚華、碩宇和英國手持棍棒和防暴盾、做好身體防護後對打喪屍穿越車廂。當列車駛入隧道時，喪屍因在黑暗中而靜止、僅會跟隨聲音，他們便趁時機救出成景等人。碩宇瞄準一個會行進兩分鐘的隧道，趁喪屍看不到的時候逃到安全車廂。但離開隧道後，遊民走路時不慎發出聲響而暴露眾人行蹤。英國本與珍熙聯絡好會接應他們進去，然而另一邊的乘客受到最為貪生怕死的營運長容錫恐嚇，基於自保而故意封門不讓他們進。隻身阻擋成群喪屍的尚華手被咬傷後，決定幫其他人爭取時間，向成景交代完即將出世女兒的名字後，以自身當肉盾而英勇犧牲。其他人打碎玻璃門才成功進去，只有尹吉決定留下來，對車廂裡安然無恙的妹妹宗吉露出笑容後被喪屍殺死。
憤怒的碩宇痛打容錫一拳，但毫無悔意的容錫聲稱他們身上濺到喪屍血而會傳染給其他人。在他的慫恿下，其他吵鬧乘客開始將碩宇一行人驅趕至前方車廂，而對這些乘客言行所反感的珍熙也自願跟過去。目睹姐姐身亡的宗吉大受打擊，無法忍受這些乘客罔顧人命，於是自行拉開車門引入喪屍共同陪葬；唯獨容錫與乘務員基初躲進廁所逃過一劫。碩宇陪其他人度過平靜的幾小時，不久後接到公司代理金振沐來電，得知釜山防禦成功的好消息，但也得知這場災難源頭是由他們公司炒作所救股的一間生技公司。滿懷震驚的碩宇安撫金代理直到他掛線，接踵而來的是無盡內疚感。
列車經過東大邱站時因為前方軌道被堵而緊急刹車，車長用廣播提醒全車，說他會去尋找其他列車繼續前往釜山。碩宇等人下車後開始沿著列車尋找出口，躲在廁所的容錫將基初推去堵喪屍後逃生。這時一輛燃燒的火車頭與另一輛列車發生相撞，所形成的障礙直接將英國與珍熙和其他人隔開，兩人僅能獨自逃難。逃亡的容錫剛好撞見英國和珍熙，為了避開喪屍將珍熙推出去擋，使她被喪屍咬傷而即將屍變。悲痛的英國自願留下抱著她一起殉情，最後被屍變的珍熙咬死。車長找到一輛能開動的火車頭，行駛中捨身下車去救手被咬傷的容錫，卻被容錫拋下而被喪屍咬死。受困於列車底部的碩宇等人試圖爬出去，爬在最後的遊民決定犧牲自己來為他們爭取時間逃跑。碩宇、成景與秀安在大量喪屍追逐下，成功搭上行駛中的火車頭遠離淪陷的車站。
臨近屍變的容錫走出駕駛艙，哀求對碩宇三人帶他回家查看家中母親的安危，隨即變成喪屍展開攻擊。碩宇最後成功將容錫扔下車墜亡，但手卻因此被咬傷。碩宇為了不牽連女兒，將秀安和成景安頓在駕駛座上，並將控制火車頭煞車的方法告訴成景後忍痛與女兒訣別，獨自走出門外來到火車頭尾端。碩宇緩緩屍變過程中，回憶起自己撫養秀安的經歷，最後面帶微笑地跳軌自盡。倖存的成景和秀安抵達鐵軌封鎖線後剎車走入隧道中，在另一邊防守的軍方因無法辨識，準備用槍械擊斃她們時，突然聽見秀安為紀念父親所唱出的《夏威夷驪歌》，確認她們是倖存者後立刻上前迎接她們。

## 演員
| 演員   | 角色       | 備註 | 台灣配音 | 香港配音 |
| 孔劉   | 徐碩宇     | 基金經理人，專注於工作的單親爸爸，導致他無心也無法顧及家庭，妻子因而離開。這次為滿足女兒的生日願望，帶她到釜山找妻子團圓。 | 李世揚   | 陳健豪   |
| 金秀安 | 徐秀安     | 碩宇的女兒，個性溫柔、善良、懂事且替人著想，希望能在生日當天前往釜山與母親娜英一聚。                                       | 李佳璇   | 莊巧兒   |
| 鄭有美 | 成景       | 即將臨盆的孕婦，與丈夫尹尚華一起乘坐列車到釜山，在危機發生時被迫挺著大肚子逃命。                                           | 魏晶琦   | 姜嘉蕾   |
| 馬東石 | 尹尚華     | 摔角選手，舉止粗魯，其實富有正義感，深深愛護著妻子，帶著懷孕妻子去釜山。                                                   | 宋克軍   | 李家傑   |
| 崔宇植 | 閔英國     | 高中棒球隊隊員，與隊員們登上列車到釜山作校際比賽。當車上發生喪屍襲擊時，他們的球棒成為唯一能反擊的武器。                   | 張立昂   | 郭浩勤   |
| 安昭熙 | 金珍熙     | 高中啦啦隊隊長，登上列車到釜山為隊員們打氣。容易顧及他人，與閔英國互有好感，但英國卻不願承認。                             | 曾允凡   | 楊婉潼   |
| 金義聖 | 容錫       | 千里馬客運的營運長，自私狡詐、貪生怕死，為使自己活著也要確認自己的母親是否處於安危的情況，常以他人當作保護自己的盾牌。     | 符爽     | 楊耀泰   |
| 崔貴華 | 遊民       | 一名無名流浪漢，走路跛腳，似乎已近距離目睹喪屍襲擊，因此最開始就躲在車上；角色跟電影開頭的貨車司機為不同人。               | 胡鎮璽   | 何家裕   |
| 朴明信 | 宗吉       | 一名年老乘客，尹吉的妹妹，時常孩子氣，總認為姐姐很囉唆而常常數落她，最後才醒悟看到姐姐對自己的好意。                       | 曾允凡   | 王夢華   |
| 藝秀晶 | 尹吉       | 鍾吉的姐姐，善良的老婦人，很照顧自己的妹妹，總是替他人著想，常被妹妹笑說是爛好人。                                         | 馮友薇   | 姜嘉蕾   |
| 鄭石勇 | 駕駛員     | 列車的駕駛員，盡忠職守，在喪屍襲擊列車時仍然不放棄乘客，想辦法對外聯繫請求救援。                                           | 胡鎮璽   | 何家裕   |
| 張赫鎮 | 基初       | 列車上的男乘務員，性格比較懦弱，大多數時間是被人牽著走。                                                                   | 宋克軍   | 郭浩勤   |
| 李周實 | 碩宇母親   | 碩宇的年邁母親，秀安的奶奶，非常疼愛秀安，一直希望兒子碩宇能和妻子娜英和好。                                               | 魏晶琦   | 姜嘉蕾   |
| 禹度林 | 敏智       | 列車的女乘務員，是列車中首位被感染者。                                                                                     | 馮友薇   |          |
| 沈恩敬 | 少女       | 一名被喪屍咬傷腿的少女，趁列車指揮員不注意時跑入列車中避難，成為造就列車爆發喪屍襲擊的主因。                               | 馮友薇   |          |
| 金柱憲 | 棒球隊教練 | | 符爽     |          |
| 金章桓 | 金振沐     | 基金公司代理，碩宇的秘書，在喪屍爆發時打電話對碩宇通報一系列事件的原因與經過。                                             | 胡鎮璽   | 李家傑   |

## 評價
爛番茄新鮮度高達94%，基於86條評論，平均分為7.6/10，Metacritic根據17篇評論，得分73，代表「普遍好評」。
2023年8月，爛番茄將本片列名為「100部最佳2010年代恐怖片」排行榜第13名。

## 票房
韓國方面，該片創下2016年唯一突破千萬觀影人次的韓國電影紀錄。首日票房打破《美國隊長3》紀錄奪下南韓影史首日票房冠軍，動員逾87.2萬名觀眾。最終觀影人次為11,565,479人次。
臺灣方面，首日票房為新台幣2300萬元，超越《我的野蠻女友》2200萬元紀錄；隔天中午打破《鬼魅》高懸13年的韓片在台票房2500萬元紀錄；首週三天票房達新台幣1億元；次週票房累計至新台幣2.5億元，超越《末日之戰》新台幣2.36億元票房成為台灣活屍片冠軍；第三週票房累計至新台幣3億元；上映三十三天全台票房已破新台幣3.4億元；最終全台票房為新台幣3.76億元。
香港方面，上映首日即成為票房冠軍。上映三天突破《我的野蠻女友》票房紀錄，成為香港最賣座韓國電影。截至9月3日，票房累積達4282萬港幣，突破布萊德·彼特主演的《地球末日戰》票房紀錄，成為同類型喪屍電影在港的最高票房紀錄。上映34天，票房累積6630萬港幣，打破同年上映的港產電影《寒戰II》票房紀錄，成為香港電影史上最賣座電影第16位。包括華語電影在內，此片成為香港最賣座的亞洲電影。最終票房為6800萬港幣。
馬來西亞方面，優先場票房為480萬令吉；正式上映一周後，其票房突破1630萬令吉，成為馬來西亞史上最賣座的韓國電影。
| 上一届： 《自殺突擊隊》 | 2016年香港一週票房冠軍 第34-36週 | 下一届： 《薩利機長：迫降奇蹟》   |
| 上一届： 《極速秒殺2》  | 2016年台北週末票房冠軍 第36-38週 | 下一届： 《薩利機長：哈德遜奇蹟》 |

## 獲獎與提名
| 類別               | 頒獎日期       | 入圍者／作品   | 獎項           | 結果 |
| ------------------ | -------------- | -------------- | -------------- | ---- |
| 第37屆青龍電影獎   | 2016年11月25日 | 《屍速列車》   | 最佳影片       | 提名 |
| 第37屆青龍電影獎   | 2016年11月25日 | 金義聖         | 最佳男配角     | 提名 |
| 第37屆青龍電影獎   | 2016年11月25日 | 馬東石         | 最佳男配角     | 提名 |
| 第37屆青龍電影獎   | 2016年11月25日 | 鄭有美         | 最佳女配角     | 提名 |
| 第37屆青龍電影獎   | 2016年11月25日 | 延尚昊         | 最佳新人導演   | 提名 |
| 第37屆青龍電影獎   | 2016年11月25日 | 延尚昊         | 最佳劇本       | 提名 |
| 第37屆青龍電影獎   | 2016年11月25日 | 《屍速列車》   | 最佳剪輯       | 提名 |
| 第37屆青龍電影獎   | 2016年11月25日 | 《屍速列車》   | 最佳美術       | 提名 |
| 第37屆青龍電影獎   | 2016年11月25日 | 《屍速列車》   | 最佳照明       | 提名 |
| 第37屆青龍電影獎   | 2016年11月25日 | 《屍速列車》   | 技術獎         | 獲獎 |
| 第37屆青龍電影獎   | 2016年11月25日 | 《屍速列車》   | 最高觀影次數獎 | 獲獎 |
| 第11屆亞洲電影大獎 | 2017年         | 孔劉           | 最佳男主角     | 提名 |
| 第11屆亞洲電影大獎 | 2017年         | 馬東錫         | 最佳男配角     | 提名 |
| 第11屆亞洲電影大獎 | 2017年         | 楊金模         | 最佳剪輯       | 提名 |
| 第11屆亞洲電影大獎 | 2017年         | 權佑珍、林承希 | 最佳造型設計   | 提名 |
| 第11屆亞洲電影大獎 | 2017年         | 鄭黃秀         | 最佳視覺效果   | 提名 |
| 第53屆百想藝術大賞 | 2017年5月3日   | 《屍速列車》   | 作品獎         | 提名 |
| 第53屆百想藝術大賞 | 2017年5月3日   | 金義聖         | 男子配角獎     | 獲獎 |
| 第53屆百想藝術大賞 | 2017年5月3日   | 馬東石         | 男子配角獎     | 提名 |
| 第53屆百想藝術大賞 | 2017年5月3日   | 延尚昊         | 新人導演獎     | 獲獎 |
| 第53屆百想藝術大賞 | 2017年5月3日   | 馬東石         | 男子人氣獎     | 提名 |
| 第53屆百想藝術大賞 | 2017年5月3日   | 鄭有美         | 女子人氣獎     | 提名 |

## 動畫前傳和獨立續集
前傳動畫片《起源：首爾車站》於《屍速列車》上映不到一個月後隨之發行。
《屍速列車》獨立續集《屍速列車：感染半島》於2020年上映，同由延尚昊執導，評價兩極。導演表示：「因它不是故事的延續，《感染半島》並非《屍速列車》的續集，而是共存於同一個宇宙中。」

## 翻拍
2016年，高蒙電影公司取得電影的英語翻拍權。2021年，新線影業、原子怪獸影業和Coin Operated將製作翻拍電影，華納兄弟負責全球發行。印尼導演提摩·塔堅德被聘來執導，蓋瑞·道柏曼編寫劇本，溫子仁監製。2021年11月17日，翻拍作品標題宣佈名為《紐約末班車》（Last Train to New York）。

## 外部連結
- NAVER上《釜山行》的資料
- 韩国电影数据库（KMDb）上《釜山行》的資料
- 《釜山行》在HanCinema的页面（英文）
- 互联网电影数据库（IMDb）上《釜山行》的资料（英文）
- Metacritic上《釜山行》的資料（英文）
- Box Office Mojo上《釜山行》的資料（英文）
- 爛番茄上《釜山行》的資料（英文）
- AllMovie上《釜山行》的资料（英文）
- 開眼電影網上《釜山行》的資料（繁體中文）
- Yahoo奇摩電影上《釜山行》的資料（繁體中文）
- 雅虎香港電影上《釜山行》的資料（繁體中文）
- 时光网上《釜山行》的資料（简体中文）
- 豆瓣电影上《釜山行》的資料 （简体中文）